# Sister Kenny
Pour plus de détails, voir Fiche technique et Distribution.
Sister Kenny est un film américain en noir et blanc réalisé par Dudley Nichols, sorti en 1946.

## Synopsis
Biographie d'Elizabeth Kenny (1880-1952), une infirmière (« Sister » est le surnom donné aux infirmières en Amérique) australienne exerçant aux États-Unis. Elle s'est battu pour aider les personnes souffrant de polio, malgré l'opposition de l'establishment médical. Elle est considérée comme l'une des fondatrices de la physiothérapie (kinésithérapie).

## Accueil
Le film fut un échec commercial,, y compris en Australie
, et même à Brisbane, la ville natale d'Elizabeth Kenny, ce qui n'empêcha pas Rosalind Russell de recevoir un Golden Globe de la meilleure actrice à la 4e cérémonie des Golden Globes (1946).

## Fiche technique
- Titre : Sister Kenny
- Réalisation : Dudley Nichols
- Scénario : Alexander Knox, Dudley Nichols et Mary McCarthy
  - d'après And They Shall Walk de Martha Ostenso et Elizabeth Kenny (1943)
- Musique : Alexandre Tansman
- Costumes : Travis Banton (costumes de Rosalind Russell)
- Photographie : George Barnes
- Montage : Roland Gross
- Producteur : Dudley Nichols
- Société de production : RKO Pictures
- Pays de production :  États-Unis
- Langue d'origine : anglais américain
- Format : noir et blanc — 35 mm — 1,37:1 — son : mono
- Genre : biographie, drame
- Durée : 116 min
- Dates de sortie :
  - États-Unis : 10 octobre 1946
  - France : 23 avril 1948

## Distribution
- Rosalind Russell : Sœur Elizabeth Kenny
- Alexander Knox : Dr Aeneas McDonnell
- Dean Jagger : Kevin Connors
- Philip Merivale : Dr Brack
- Gloria Holden : Mme McDonnell
- Beulah Bondi : Mary Kenny
- Charles Dingle : Michael Kenny
- John Litel : le directeur médical
- Dorothy Peterson : Agnes
- Charles Kemper : M. McIntyre
- Fay Helm : Mme McIntyre
- Anne O'Neal : une infirmière